# 暹羅水獺屬
暹羅水獺屬又名泰國水獺，屬於原始的水獺亞科成員，主要生存於中新世中期的塞拉瓦爾階至末期的墨西拿階（可能存活至上新世的贊克爾階早期）。
本屬目前已知有兩個物種，分別是由法國古生物學家 Léonard Ginsburg 等人在 1983 年發表的暹羅水獺（S. thailandica），以及美國洛杉磯自然歷史博物館的古生物學家王曉鳴等人於 2017 年描述的似獾暹羅水獺（S. melilutra）。前者發現於泰國南邦府的湄莫盆地，而後者的化石則從中國雲南省昭通市的水塘壩出土。

## 下属物种
本属包括以下物种：
- Siamogale bounosa [3]
- 似獾暹羅水獺 Siamogale melilutra Wang, Grohé, Su, White, Ji, Kelley, Jablonski, Teng, You & Yang, 2017[4]
- Siamogale thailandica Ginsburg et al., 1983